# Cerbera odollam
Espèce
Cerbera odollam, l’arbre à suicide,  est une espèce de plantes à fleurs dicotylédones de la famille des Apocynaceae, originaire d'Inde.
Cerbera odollam, comme le Cerbera manghas, a des fruits, des graines et un latex toxiques et mortels. En Inde, cette plante est parfois utilisée pour se suicider et ou pour commettre un meurtre.

## Description
Cerbera odollam est un petit arbre qui pousse près des deltas marécageux des fleuves et des mangroves d'Asie du Sud, d'Asie du Sud-Est et des îles de l'Océanie.

Son fruit ressemble à une mangue.

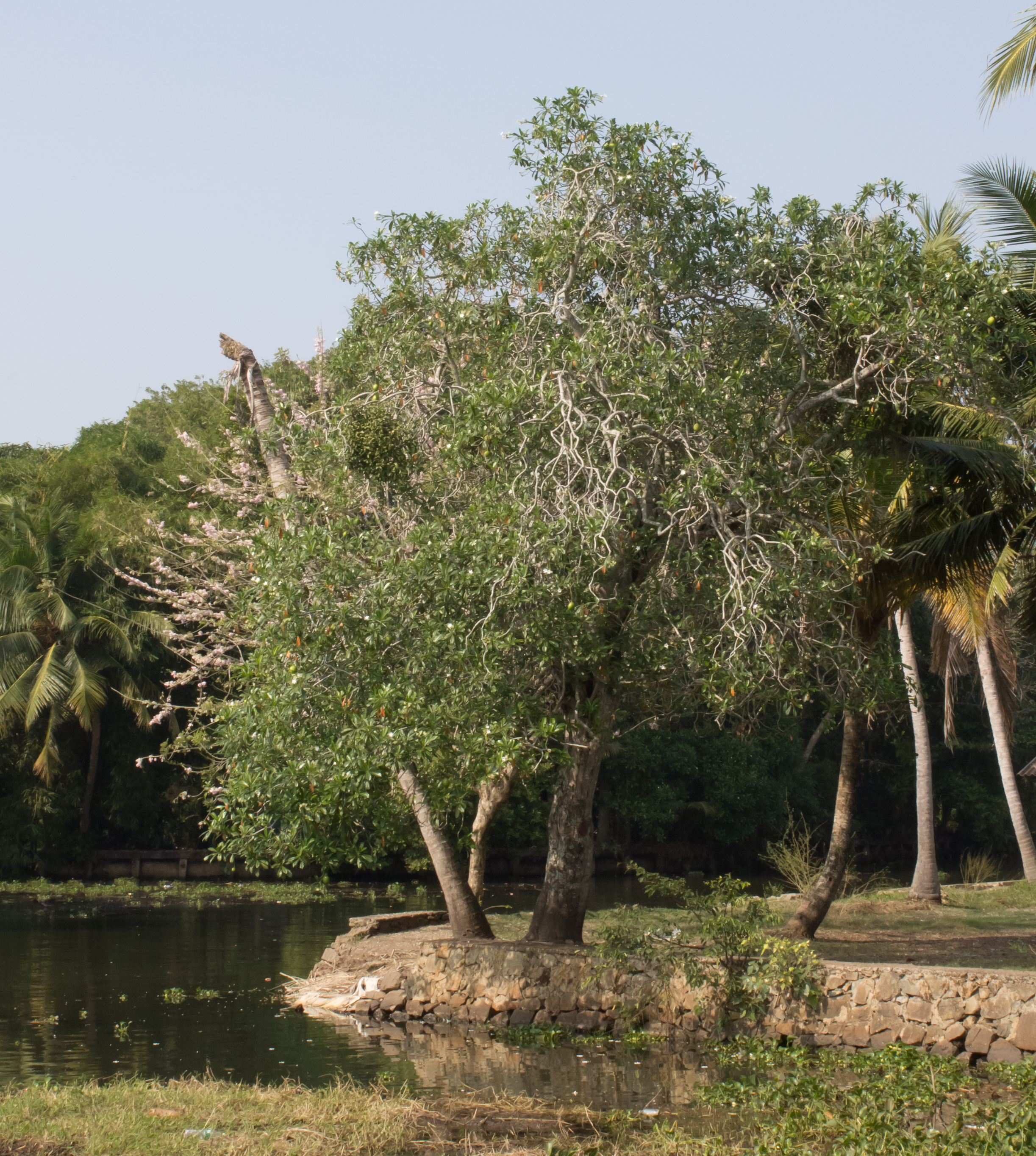
Arbre en Inde.
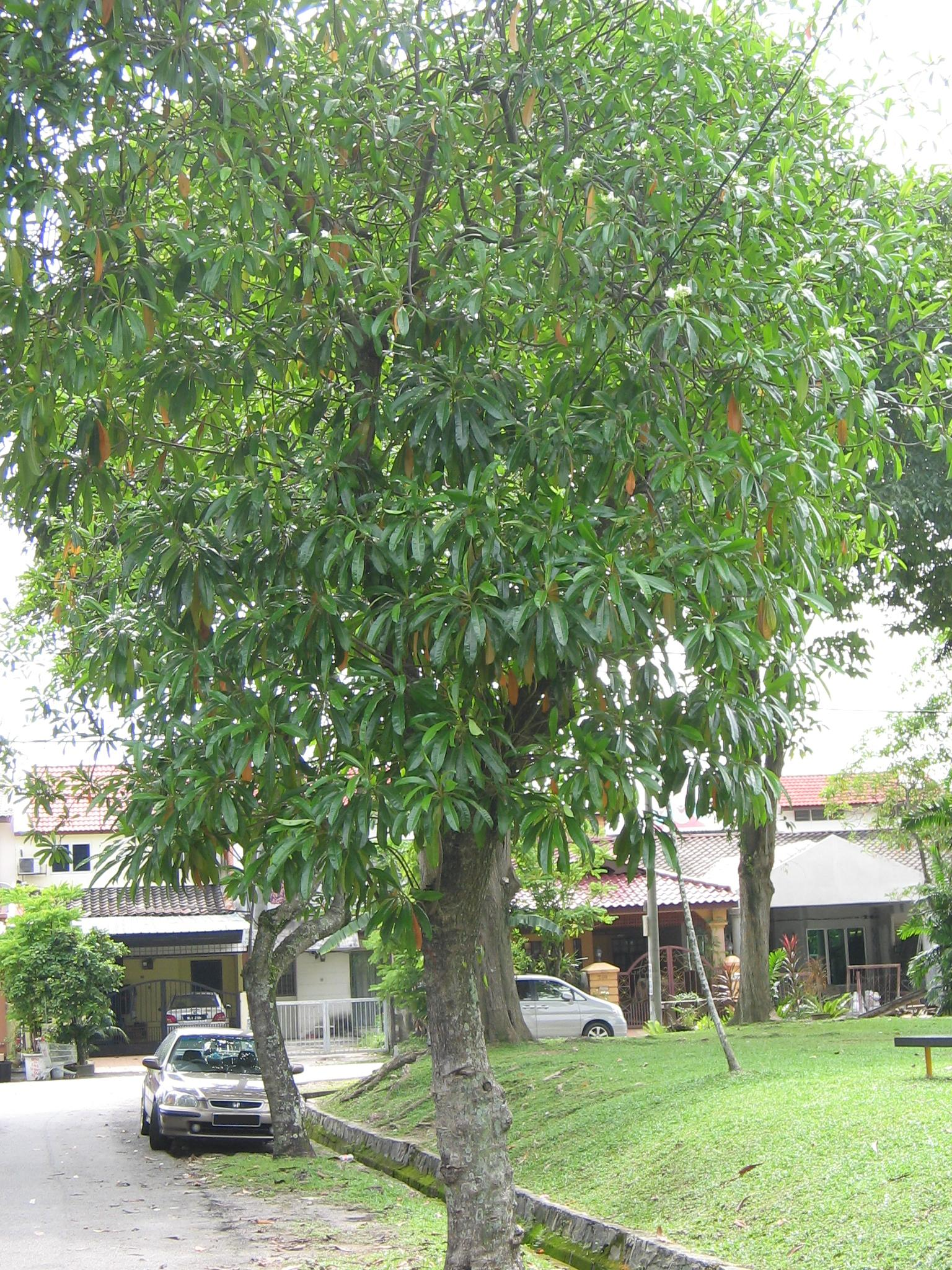
Arbre à Madagascar.
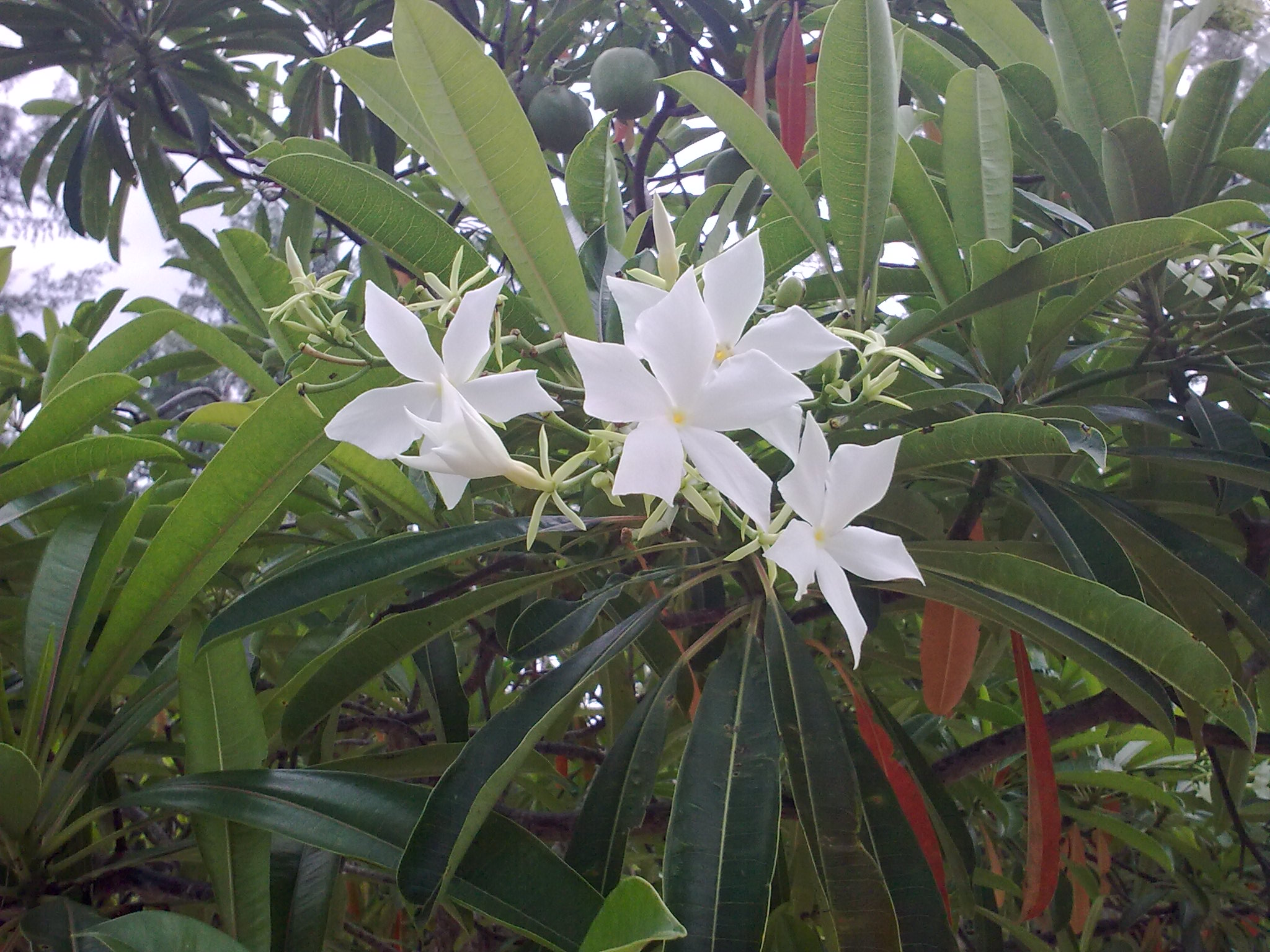
Fleurs et feuilles à Krabi en Thaïlande.
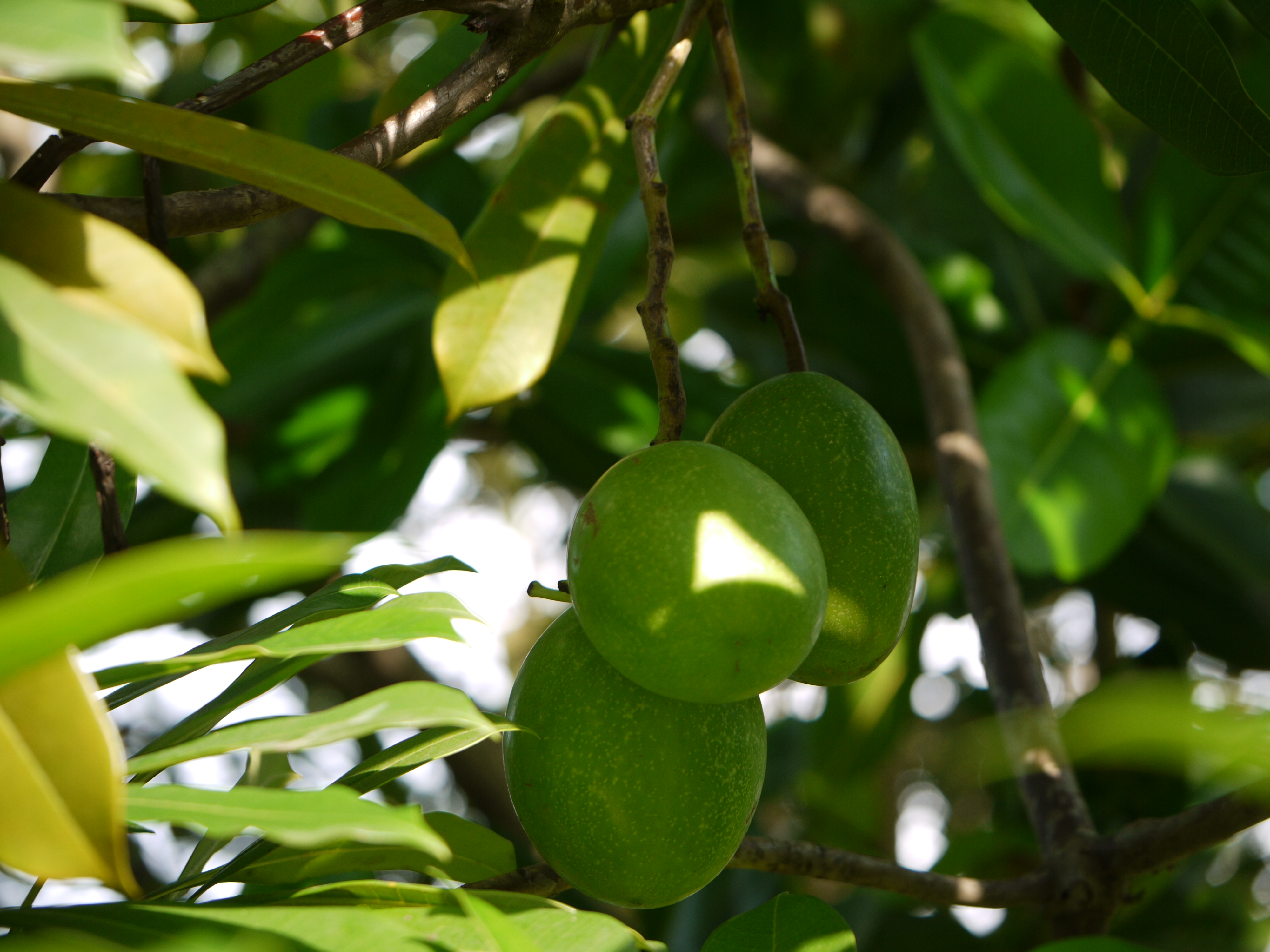
Fruits en Inde.

Cette plante contient un poison mortel qui est aussi utilisé dans la pharmacopée traditionnelle car, à très faible dose, c'est un cardiotonique très efficace et un excellent vomitif.

## Synonymes
Selon Catalogue of Life (5 janvier 2018) :
- Cerbera dilatata Markgr.
- Cerbera forsteri Seem.
- Cerbera lactaria Buch.-Ham. ex Spreng.
- Excoecaria ovatifolia Noronha
- Odollamia malabarica Raf.
- Tanghinia lactaria (Buch.-Ham. ex Spreng.) G.Don
- Tanghinia odollam (Gaertn.) G.Don